# Sameraria odontogera
Sameraria odontogera là một loài thực vật có hoa trong họ Cải. Loài này được Bordz. miêu tả khoa học đầu tiên.